# 아르티스

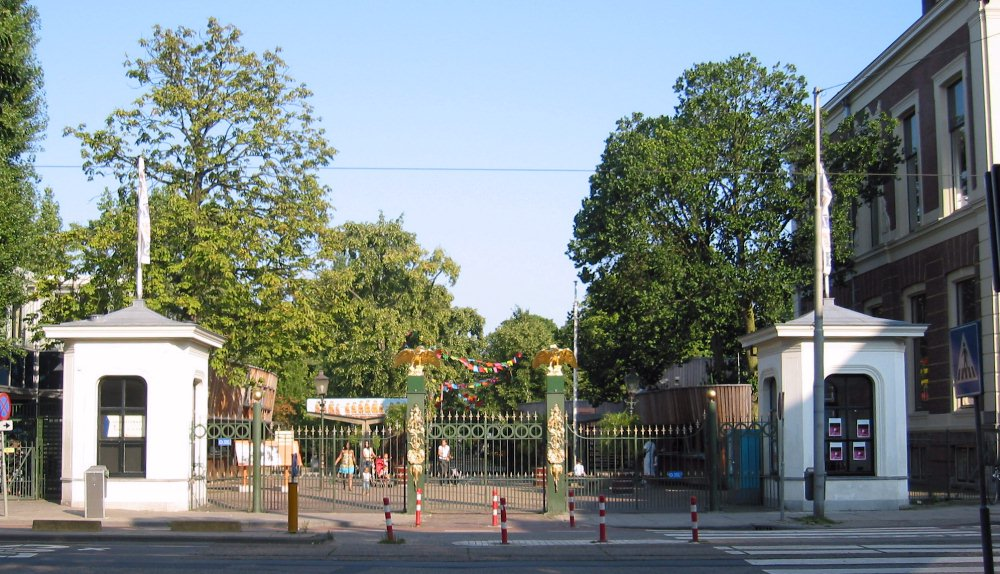
2004년 아르티스 입구

아르티스(Artis, 네덜란드어 발음: [ˈɑrtˈs], 정식 명칭: Natura Artis Magistra, 라틴어: "자연은 예술의 스승이다")는 암스테르담 중심부에 있는 동물원이자 식물원이다. 네덜란드에서 가장 오래된 동물원이자 세계에서는 5번째로 오래된 동물원이다.
동물원 외에도 아르티스에는 수족관, 천문관, 수목원, 마이크로피아 및 그루트 박물관도 있다. 미술 컬렉션의 일부는 동물원 수족관 건물에 전시되어 있다. 아르티스에는 27개의 역사적으로 중요한(등록된) 건물, 다리, 연못이 있으며, 이들 중 대부분은 여전히 동물 우리로 사용되고 있다.
동물원은 네덜란드 동물원 연맹(NVD), 유럽 동물원 및 수족관 협회(EAZA), Species360, 세계 동물원 및 수족관 협회(WAZA) 및 NVBT(Nederlandse Vereniging van Botanische Tuinen)의 회원이다.